# 교토 미마와리구미
교토 미마와리구미(일본어: 京都見廻組 경도 견회조[*]) 또는 줄여서 미마와리구미(일본어: 見廻組 견회조[*])는 에도 시대 말기에 교토의 치안유지를 목적으로 창설된 준군사조직이다.
겐지 원년(1864년), 에도 막부는 아이즈번주 마쓰다이라 가타모리의 부하인 마이타 히로타카와 마쓰다이라 야스마사를 교토 수호직으로서 교토 미마와리야쿠에 임명했다. 마이타와 마쓰다이라가 그 산하의 절반씩을 데리고 각각 마이타의 부하들은 사가미슈구미(相模守組), 마쓰다이라의 부하들은 이즈모슈구미(出雲守組)라고 칭하여 각 200여명의 병사를 지휘했다. 대장(隊長)이 되는 여두(与頭)는 하타모토였고 대원들은 고케닌이었다. 대기소(詰所)는 니조성 옆에 있었다고 한다. 여두, 여두근방(与頭勤方), 간전(肝煎), 견회조병(見廻組並), 견회조어고(見廻組御雇), 견회조병어고(見廻組並御雇) 등의 직급이 있었다.
미마와리구미는 신센구미와 같이 반막부 세력을 단속하는 경찰 활동에 종사했지만, 미마와리구미는 주로 교토 어소와 니조성 주위의 관청가를 관할했고, 신센구미는 기온이나 산조도오리 등 시정가나 홍등가를 관할했기에 신센구미와 공동 전선을 취하는 일은 거의 없었다고 한다. 오히려 신분 차이 때문에 반목하는 경우도 있었다고 한다.
대정봉환 이후 사가미슈구미 여두 사사키 다다사부로, 조사(組士) 와타나베 요시타로, 이마이 노부오, 와타나베 아쓰시 등이 사카모토 료마와 나카오카 신타로를 암살한 오미야 사건에 관여했다고 여겨진다.
1868년 1월 8일, 신유격대(新遊撃隊 신유우게타이[*])로 개칭하였지만, 1월 19일에 다시 미마와리구미로 명칭을 되돌리고 보신 전쟁에 참전하였다. 1868년 4월 10일, 소게키타이(狙撃隊 저격대[*])로 개칭하였다가 보신 전쟁에서 항복하였다.

## 참고 자료
- 菊地明『京都見廻組史録』、新人物往来社

## 같이 보기
- 비밀경찰
- 마에지마 히조카